# Seongjong
Seongjong (né le 20 août 1457 et mort le 20 janvier 1494) est le neuvième roi de la Corée en période Joseon.
Il a régné du 31 décembre 1469 jusqu'à sa mort.

## Biographie

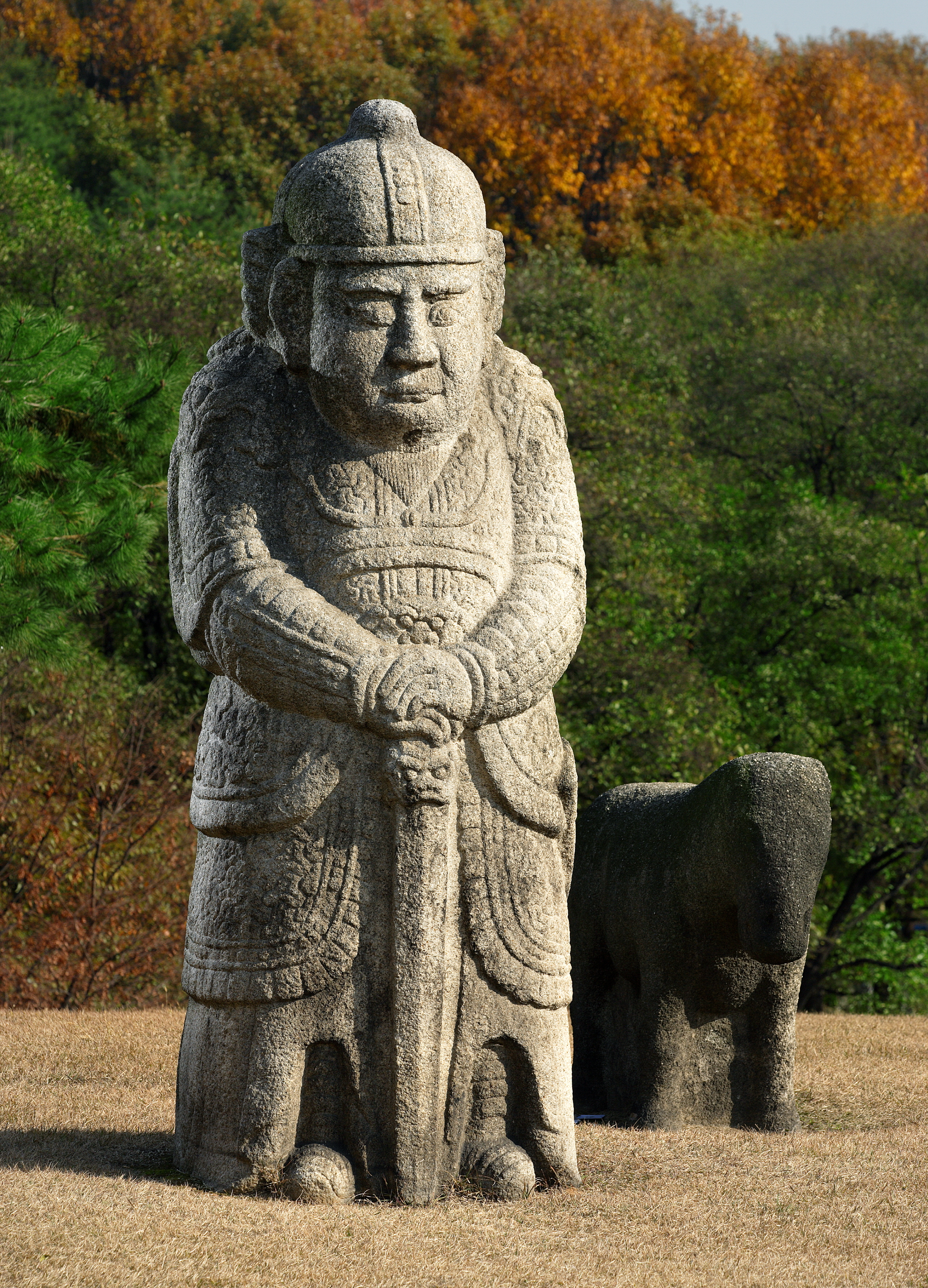
Autour de la tombe de Seongjong : un officier et un cheval, construits en 1495 vers Seolleung (voir Seolleung (métro de Séoul).